# Friedrich Schaltegger
Friedrich Schaltegger (* 27. Juni 1851 in Littenheid, heute Gemeinde Sirnach im Thurgau; † 23. September 1936 ebendort) war ein Schweizer evangelischer Pfarrer, Archivar, Bibliothekar und Historiker. 

## Leben und Werk
Friedrich Schalteggers Vater Ulrich Schaltegger (1818–1901) war Lehrer an der Taubstummenanstalt (heute Gehörlosen- und Sprachheilschule) Riehen bei Basel, sodann die längste Zeit seines Berufslebens Primarlehrer in Alterswilen, heute Gemeinde Kemmental im Thurgau, wo Friedrich aufwuchs; als betagter Mann zog er 1894 als Prediger nach Württemberg, der Heimat seiner Frau. Friedrich Schaltegger besuchte von 1866 an die Kantonsschule Frauenfeld; anschließend studierte er bis 1874 Geschichte, Philosophie und Theologie an den Universitäten Basel und Tübingen. Von 1874 bis 1879 war er evangelischer Pfarrer in Wald AR, bis 1888 in Safien, heute Gemeinde Safiental GR, bis 1901 in Berlingen TG. Dann beendete er die Seelsorge aufgrund einer fortschreitenden Schwerhörigkeit und betätigte sich fortan als Historiker. 
Zuerst sammelte Schaltegger im Auftrag des schweizerischen Juristenvereins gemeinsam mit Johannes Meyer die Thurgauer Offnungen, übernahm genealogische Gelegenheitsarbeiten, ordnete die Bürgerarchive von Arbon, Bischofszell, Ermatingen und Frauenfeld. Nachdem die frühere französische Kaiserin Eugénie das Schloss Arenenberg dem Kanton Thurgau übergeben hatte, erarbeitete Friedrich Schaltegger ein Inventar und einen Museumsführer. Von 1908 an wirkte er im thurgauischen Staatsarchiv, dessen Leitung er 1911 nach dem Tod von Johannes Meyer übernahm, zusammen mit der Leitung der thurgauischen Kantonsbibliothek. In dieser Stellung führte er die von Meyer begonnene Arbeit am Thurgauischen Urkundenbuch fort, weit über seine Dienstjahre hinaus; Ernst Leisi folgte ihm darin. 
Schaltegger wirkte von 1906 an im Vorstand des Historischen Vereins des Kantons Thurgau, von 1921 bis 1925 als Vizepräsident. Weiter gehörte er dem Vorstand des Vereins für Geschichte des Bodensees und seiner Umgebung an. Ebenfalls in der Nachfolge von Johannes Meyer redigierte er von 1912 bis 1920 die Schriften des Vereins für Geschichte des Bodensees und seiner Umgebung. Während des Ersten Weltkriegs gelang es Schaltegger, den geschichtswissenschaftlichen Austausch über die Staatsgrenzen am Bodensee hinweg aufrechtzuerhalten. Im Inflationsjahr 1923 drohte der Wertverlust der Mark den Verein zu ruinieren; darauf sammelte Schaltegger Spenden in Schweizer Franken ein, die zur Stabilisierung beitrugen. Schalteggers wissenschaftliches Œuvre ist der Geschichte des Thurgaus gewidmet; spezielle Kenntnisse besaß er in der Rechtsgeschichte, zumal der Fischerei. 
Seinen Lebensabend verbrachte Schaltegger im heimatlichen Littenheid. 
Der Kunstmaler Emanuel Schaltegger war Sohn eines Cousins von Friedrich Schaltegger. 

## Schriften (Auswahl)

### Monographien
- Das Stadtwappen von Bischofszell. Besprechung über das historisch-heraldisch und ästhetisch richtige Stadtwappen von Bischofszell. Salzmann-Schildknecht, Bischofszell 1924.
- Die Hoheitsgrenze und die Fischereigerechtigkeiten im Konstanzer Trichter. Frauenfeld 1909.
- Die Privatfischereirechte im Untersee und Rhein. Ihr Ursprung und Umfang. Frauenfeld 1909.
- Führer durch die historischen Sammlungen des Napoleon-Museums Arenenberg. Frauenfeld 1907 (bis 1943 5 Aufl. unter dem Titel Führer durch das Napoleon’sche Museum im Schloss Arenenberg.) Bearb. Jakob Hugentobler.
- Thurgauisches Urkundenbuch. Herausgegeben auf Beschluß und Veranstaltung des Thurgauischen Historischen Vereins. Band 2: 1000–1246. Teil 5. Huber, Frauenfeld 1917.
- Thurgauisches Urkundenbuch. Herausgegeben auf Beschluß und Veranstaltung des Thurgauischen Historischen Vereins. Band 1: 724–1000. Huber, Frauenfeld 1924.
- Thurgauisches Urkundenbuch. Herausgegeben auf Beschluß und Veranstaltung des Thurgauischen Historischen Vereins. Band 3: 1251–1300. Huber, Frauenfeld 1925.
- Thurgauisches Urkundenbuch. Herausgegeben auf Beschluß und Veranstaltung des Thurgauischen Historischen Vereins. Band 4: 1300–1340, Nachträge 949–1335. Huber, Frauenfeld 1931.

### Aufsätze
- Herkunft des Thurgauer Wappens. In: Thurgauische Beiträge zur vaterländischen Geschichte. Band 64/65, 1928, S. 137–145 (Digitalisat).
- Geschichte des Turms zu Steckborn. In: Thurgauische Beiträge zur vaterländischen Geschichte. Band 62, 1925, S. 1–104 (Digitalisat).
- (Gerichts-) Offnung der 3 Höfe Mettendorf, Lustdorf u. Häschikon v. 17. Februar 1456. / Vid. 1516 April 3. In: Thurgauische Beiträge zur vaterländischen Geschichte. Band 61, 1924, S. 58–68 (Digitalisat).
- (Vogtei-) Offnung der Kelnhöfe Mettendorf, Lustdorf u. Heschikoven v. 18. Februar 1479./13. Februar 1430. Nach einem Vidimus v. 20. Oktober 1613. In: Thurgauische Beiträge zur vaterländischen Geschichte. Band 61, 1924, S. 49–57 (Digitalisat).
- Zur Geschichte der Fischerei im Bodensee. In: Thurgauische Beiträge zur vaterländischen Geschichte. Band 60, 1921, S. 59–91 (Digitalisat).
- Am Hofe einer Exkönigin. Aufzeichnungen einer Ehrendame der Königin Hortense (Schluß). VI. Aufenthalt in England (Mai bis Juli 1831). In: Schriften des Vereins für Geschichte des Bodensees und seiner Umgebung. Band 48, 1919, S. 1–44 (Digitalisat).
- Am Hofe einer Exkönigin. Aufzeichnungen einer Ehrendame der Königin Hortense (Fortsetzung). V. Von Rom nach Paris. In: Schriften des Vereins für Geschichte des Bodensees und seiner Umgebung. Band 47, 1918, S. 119–182 (Digitalisat).
- Am Hofe einer Exkönigin. Nach den Aufzeichnungen einer ihrer Ehrendamen. III. Das Straßburger Abenteuer. Oktober 1836 bis Februar 1837. – IV. Die letzten Tage der Königin Hortense. April-Oktober 1837. In: Schriften des Vereins für Geschichte des Bodensees und seiner Umgebung. Band 46, 1917, S. 105–165 (Digitalisat).
- Am Hofe einer Exkönigin. Aus dem Tagebuch einer Ehrendame der Königin Hortense. Einleitung. – I. Reise nach Rom (Herbst 1830). – II. Die Prinzessin Mathilde und der Prinz Louis Napoleon. April 1836 bis Mai 1837. In: Schriften des Vereins für Geschichte des Bodensees und seiner Umgebung. Band 45, 1916, S. 93–178 (Digitalisat).
- Die beiden ältesten Thurbrückenbriefe. In: Schriften des Vereins für Geschichte des Bodensees und seiner Umgebung. Band 44, 1915, S. 180–193 (Digitalisat).
- Franz Alfons Forel †. In: Schriften des Vereins für Geschichte des Bodensees und seiner Umgebung. Band 42, 1913, S. XVIII–XX (Digitalisat).
- Joh. Heinrich Kappelers Chronik von Frauenfeld aus den Jahren 1600–1663. Nach dem im Bürger-Archiv Frauenfeld liegenden Manuskript. In: Thurgauische Beiträge zur vaterländischen Geschichte. Band 53, 1913, S. 40–102 (Digitalisat).
- Dr. Johannes Meyer †. In: Schriften des Vereins für Geschichte des Bodensees und seiner Umgebung. Band 41, 1912, S. VII–XIV (Digitalisat)
- Thurgauer Chronik für das Jahr 1912. In: Thurgauische Beiträge zur vaterländischen Geschichte. Band 53, 1913, S. 110–138 (Digitalisat).
- Thurgauer Chronik des Jahres 1911. In: Thurgauische Beiträge zur vaterländischen Geschichte. Band 52, 1912, S. 104–127 (Digitalisat).
- Thurgauer Chronik von 1910. In: Thurgauische Beiträge zur vaterländischen Geschichte. Band 51, 1911, S. 141–162 (Digitalisat).
- Thurgauer Chronik für das Jahr 1909. In: Thurgauische Beiträge zur vaterländischen Geschichte. Band 50, 1910, S. 167–189 (Digitalisat).
- Thurgauer Chronik für das Jahr 1908. In: Thurgauische Beiträge zur vaterländischen Geschichte. Band 49, 1909, S. 107–129 (Digitalisat).
- Das Rebwerk im Thurgau. Kulturgeschichtliche Studie nach Erinnerungen von J. H. Thalmann, eigenen Beobachtungen und auf Grund handschriftlicher Quellen und amtlicher Berichte. In: Thurgauische Beiträge zur vaterländischen Geschichte. Band 48, 1908, S. 114–189 (Digitalisat).
- Zur Geschichte der Stadt Frauenfeld, insbesondere ihrer baulichen Entwicklung. In: Thurgauische Beiträge zur vaterländischen Geschichte. Band 46, 1906, S. 5–41 (Digitalisat).